# Haus der Gesundheit

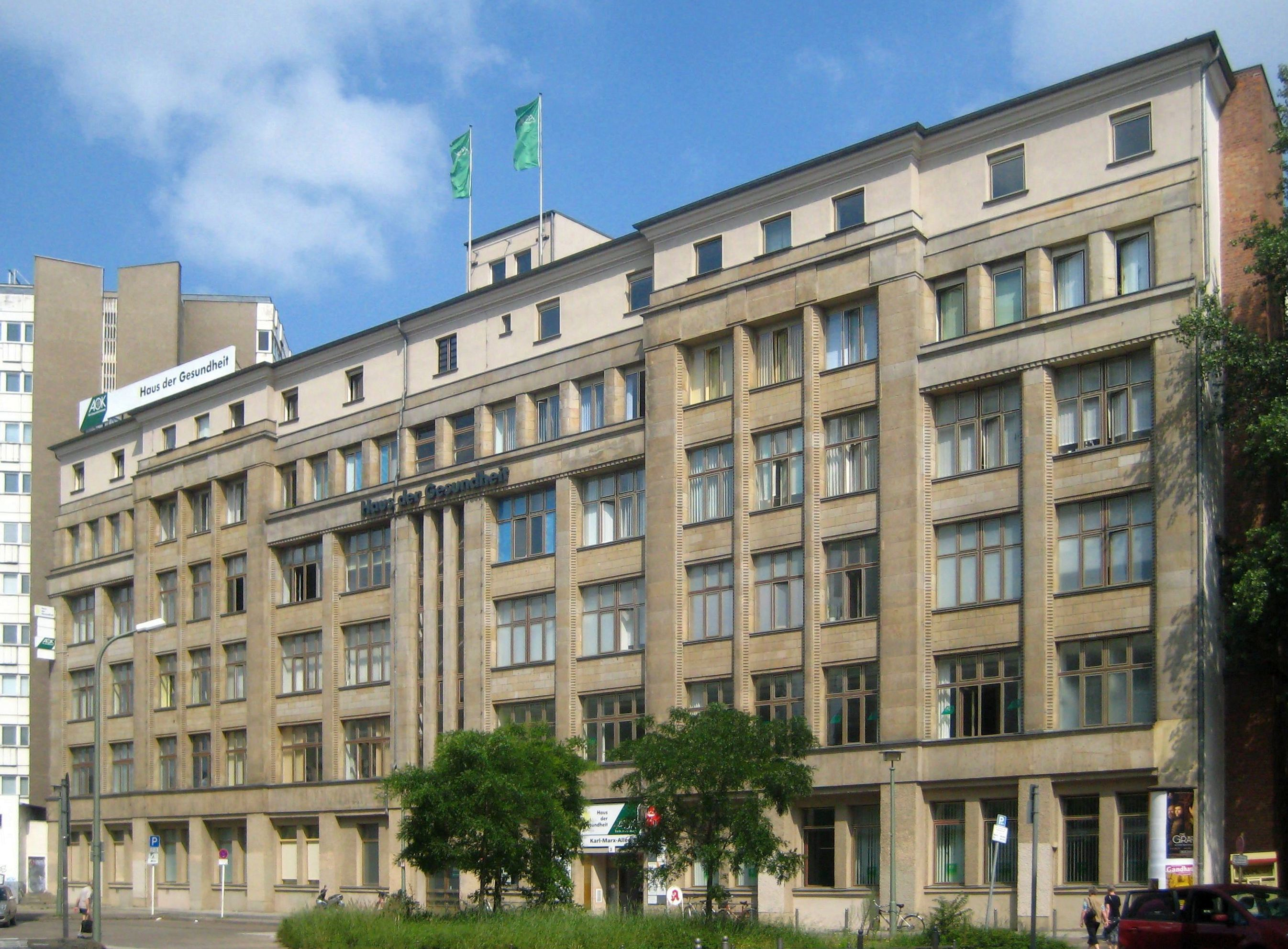
Haus der Gesundheit (2009)

Das Haus der Gesundheit (früher Haus am Zentrum) gehört zu den ersten interdisziplinären Ärztehäusern in Berlin. Das 1913 errichtete, sechsgeschossige Gebäude, in dem seit 1923 ein Gesundheitszentrum untergebracht war, gehört zu den wenigen Gebäuden in der Umgebung des Alexanderplatzes, die nach den Zerstörungen des Zweiten Weltkriegs wiederaufgebaut wurden. Das Haus der Gesundheit steht unter Denkmalschutz.

## Baugeschichte
1913 beauftragte der Berliner Bauunternehmer Oscar Garbe die Charlottenburger Architekten Hans Liepe und Reinhard Gerres mit dem Entwurf der Fassaden des ansonsten von ihm selbst konzipierten Gebäudekomplexes Haus am Zentrum in der Berliner Königsstadt. Die beiden Architekten entwarfen zu Beginn des 20. Jahrhunderts zahlreiche Villen und Wohn- und Geschäftshäuser, u. a. das Haus Brandt in Wannsee, das Wohn- und Geschäftshaus Alt-Tegel 8 sowie die Kraftstation des Elektrizitätswerks Südwest in Wilmersdorf.
Der trapezförmige Gebäudekomplex in der Nähe des Alexanderplatzes wurde ursprünglich an allen vier Seiten durch Straßen begrenzt. Die mit Sandstein verkleidete, nach Südosten ausgerichtete Hauptfassade des Gebäudes mit kleinteiligen Sprossenfenstern lag an der Landsberger Straße, eine der ehemals fächerförmig auf den Alexanderplatz zulaufenden Fernverkehrsstraßen aus dem Berliner Norden. Die kurzen Seiten wurden durch die Katharinenstraße und die Lietzmannstraße begrenzt. Die rückwärtigen Gebäudefluchten an der Landwehr- und an der Lietzmannstraße waren durch zurückgesetzte Fassaden gekennzeichnet. Der so entstandene Innenhof an der Landwehrstraße wurde als Ladezone genutzt und mit einem Lastenaufzug ausgestattet. Die Schauseite des Gebäudes wurde als eine werksteinverkleidete Pfeilerfassade mit flachen Seitenrisaliten und sparsamen Bauschmuck am Kranz- und Gurtgesims ausgeführt. Der Bauschmuck in Form von ovalen und rechteckigen Sandstein-Reliefs stammte aus der Werkstatt der Berliner Bildhauer Zeyer & Böhme. Im Erdgeschoss des Gebäudes waren verschiedene Ladengeschäfte untergebracht. Darüber wurden drei gleichartige Vollgeschosse und ein niedrigeres Attikageschoss und zurückgesetztes Dachgeschoss aufgesetzt, die über ein zentrales Treppenhaus zu erreichen waren. Das mächtige Eingangsportal wurde mit einer Supraporte und zwei stuckverzierten Pilastern umrandet.

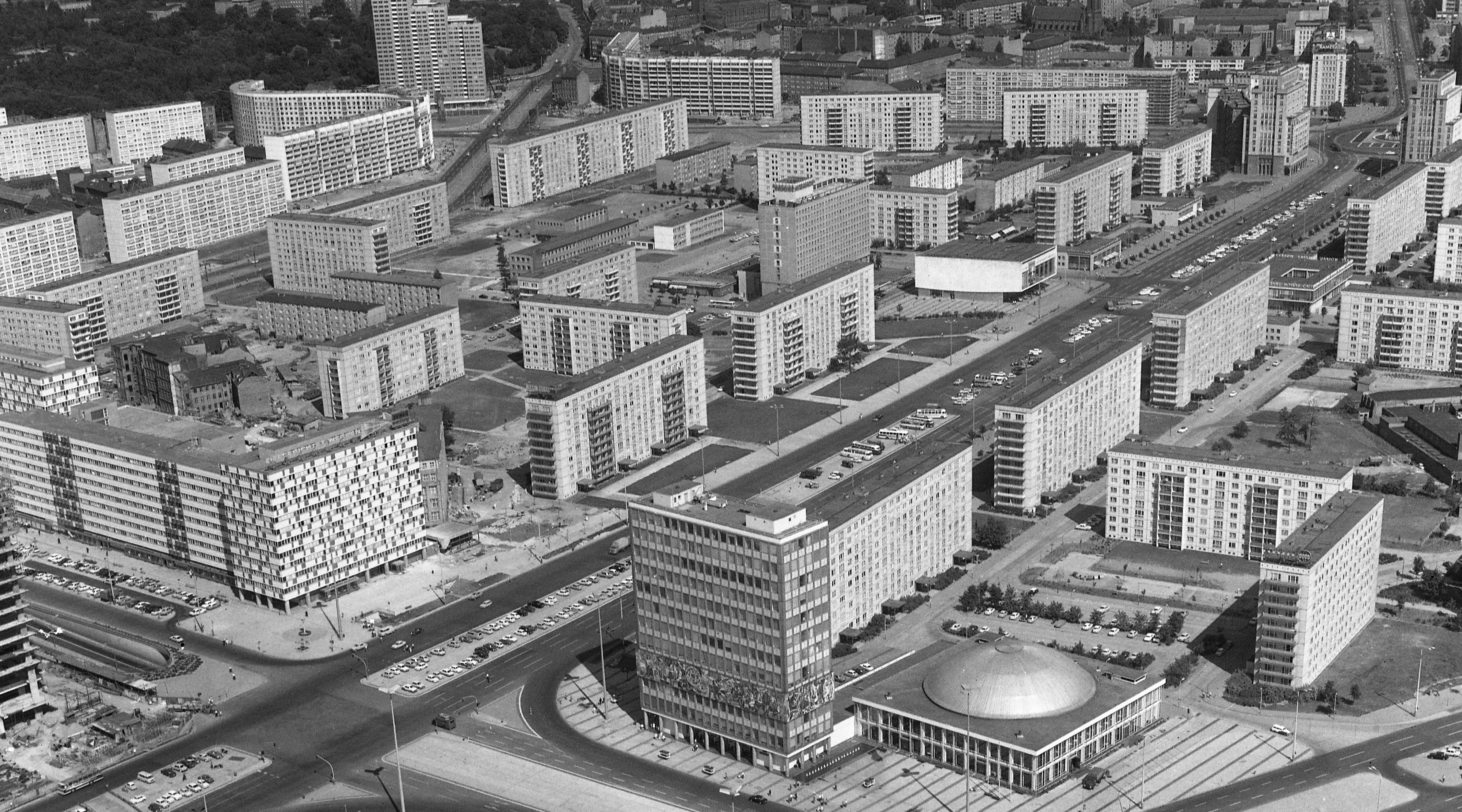
Blick vom Berliner Fernsehturm in Richtung Leninplatz (oberer Bildrand; heute Platz der Vereinten Nationen). Die Schneise in der neuen Wohnbebauung vom Alexanderplatz zum Leninplatz markiert den ehemaligen Verlauf der Landsberger Straße mit dem Haus der Gesundheit an der Karl-Marx-Allee (Aufnahme 1970)

1939–1940 erfolgte im Auftrag der Reichsbauverwaltung durch die Architekten Karl Reichle und Wilhelm Weygand ein Umbau des Gebäudes. In den letzten Kriegsjahren des Zweiten Weltkriegs wurde die Umgebung des Alexanderplatzes durch Luftangriffe weitgehend zerstört. Nur wenige Häuser blieben substantiell erhalten. Der beschädigte Gebäudekomplex wurde zügig wiederaufgebaut und um ein weiteres Attikageschoss aufgestockt, das jedoch nicht mit Sandstein verkleidet, sondern nur einfach verputzt wurde. Der ursprüngliche Straßengrundriss und damit die den Gebäudeblock begrenzende Straßen wurden im Zuge der Neubebauung der Umgebung des Alexanderplatzes und der Neutrassierung der Straßen, insbesondere der Karl-Marx-Allee aufgegeben und zurückgebaut. Das älteste Gebäude an der Karl-Marx-Allee ist daher schräg zur Gebäudeflucht der übrigen Bebauung ausgerichtet.
Sofern nicht im Krieg zerstört, wurde der ursprüngliche Bauschmuck am Gebäude und am Portal abgeschlagen, der Haupteingang verlegt und die kleinteiligen Sprossenfenster durch Aluminiumfensterrahmen ersetzt. In den Jahren von 1966 bis 1970 wurde das Gebäude erneut umgebaut und an die benachbarten Neubauten angepasst.
Von der originalen Inneneinrichtung hat sich die repräsentative Haupttreppe mit messingbeschlagenen Treppenwangen und Handläufen, geschmiedeten Geländern sowie ein Teil der Türstürze aus mehrfarbigem Marmor erhalten.

## Nutzung
Nach der Errichtung des Baublocks Landsberger Straße 43–47 wurde er zunächst als Verwaltungsgebäude genutzt. Im Erdgeschoss befanden sich bis in die 1930er Jahre zahlreiche Einzelhandelsgeschäfte, u. a. eine Drogerie, eine Möbelhandlung, ein Geschenkwarenladen sowie ein Fachgeschäft für Porzellan und Glas. Im Jahr 1916 eröffnete im Haus das Kino Eden, das als Kino Universum bis 1952 betrieben wurde.
Seit 1918 wurden in dem Gebäude das Vormundschaftsamt und die Betriebskrankenkasse Groß-Berlin sowie das Städtische Rettungswesen untergebracht. In den 1920er Jahren eröffnete im Gebäude die Hauptfürsorgestelle für Kriegsgeschädigte und Hinterbliebene sowie die Anstalt des Verbandes der Krankenkassen Groß-Berlin für hydrotherapeutische und physikalische Behandlungen.
Im Jahr 1923 ging das Gebäude in das Eigentum der Vereinigten Krankenkassen Berlin über. Im selben Jahr wurde im Haus ein interdisziplinäres Gesundheitszentrum als eines der ersten Ärztehäuser in Berlin eingerichtet und das Gebäude in Haus der Gesundheit umbenannt. Neben dem medizinischen Zentrum eröffnete 1926 in dem Gebäude die Lederfabrik Alfred Popper, Abteilung Portefeuille- und Möbelleder. 1938 wurde die Fabrik des jüdischen Eigentümers Alfred Popper liquidiert.
Während der Zeit des Nationalsozialismus wurde das Gebäude in Haus der Volksgesundheit umbenannt (1934) und ein Teil des Gebäudes weiterhin durch den Verband der Krankenkassen genutzt. In einem anderen Teil befand sich seit 1942 das Diagnostisches Zentralinstitut und seit 1943 die Diabetes-Zentrale des Verbandes der Berliner Ortskrankenkassen. Zeitweilig belegte auch die Nationalsozialistische Gemeinschaft „Kraft durch Freude“ einige Räume im Gebäude.
Nach dem Ende des Zweiten Weltkriegs und der Instandsetzung des Gebäudes nutzte unter anderem der Magistrat der Stadt Berlin das Haus. Neben verschiedenen Dienststellen des Magistrats wurden einige soziale und medizinische Versorgungseinrichtungen der Sozialversicherung untergebracht. 1948 schlossen sich Ärzte mehrerer medizinischer Fachrichtungen, u. a. Allgemeinmediziner, Internisten, Augen-, Haut- und HNO-Ärzte sowie Gynäkologen und Kinderärzte zusammen und gründeten hier die erste Poliklinik Berlins zur ärztlichen Versorgung der dicht bewohnten Bezirke Mitte, Friedrichshain und Wedding. Das Gebäude wurde wieder in Haus der Gesundheit umbenannt.
Im September 1948 wurde im Haus von der Versicherungsanstalt Berlin eine Beratungsstelle für Frauen und Mädchen in Ehe- und Sexualangelegenheiten und Fragen der Geburtenregelung eingerichtet. Ein Jahr später eröffnete im fünften Obergeschoss eine der ersten psychosozialen Beratungsstellen Berlins. Im Jahr 1956 übernahm der Magistrat von Berlin das Haus der Gesundheit von der Sozialversicherung, es wurde 1958 organisatorisch dem Rat des Stadtbezirks Berlin-Mitte unterstellt. Durch die Fusion der psychotherapeutischen Abteilung mit weiteren Einrichtungen in Berlin entstand im Januar 1980 am Haus das Institut für Psychotherapie und Neurosenforschung (IfPN), das die Entwicklung der ambulanten Psychiatrie- und Psychotherapie in Berlin (Ost) maßgeblich koordiniert hat.
Nach der Deutschen Wiedervereinigung verlor die psychotherapeutische Abteilung am Haus der Gesundheit ihre führende Stellung in der therapeutischen Versorgung der Berliner Bevölkerung. 1992 wurde die Forschung am Institut eingestellt und vier Jahre später die Abteilung endgültig privatisiert.
Das Haus der Gesundheit wurde von der AOK Berlin übernommen. Die interdisziplinäre Poliklinik mit angeschlossener Apotheke gehörte zu den wenigen derartigen Einrichtungen in Berlin, die nach der politischen Wende nicht geschlossen wurde. Die AOK nutzte das Haus auch als Büro- und Verwaltungsgebäude. In den über 20 Arztpraxen wurden jährlich bis zu 70.000 Patienten behandelt.
Im Jahr 2016 wurde das Gebäude mit einer Nutzfläche von 5000 Quadratmetern von der AOK Nordost, begleitet durch zahlreiche öffentliche Proteste, an die Münchener Investorengruppe Augustus Capital Management GmbH verkauft, die alle Mietverträge zum Juni 2020 kündigte. Ein neues Nutzungskonzept für das Gebäude wurde der Öffentlichkeit jedoch nicht vorgestellt.